# Przemysław Urbański

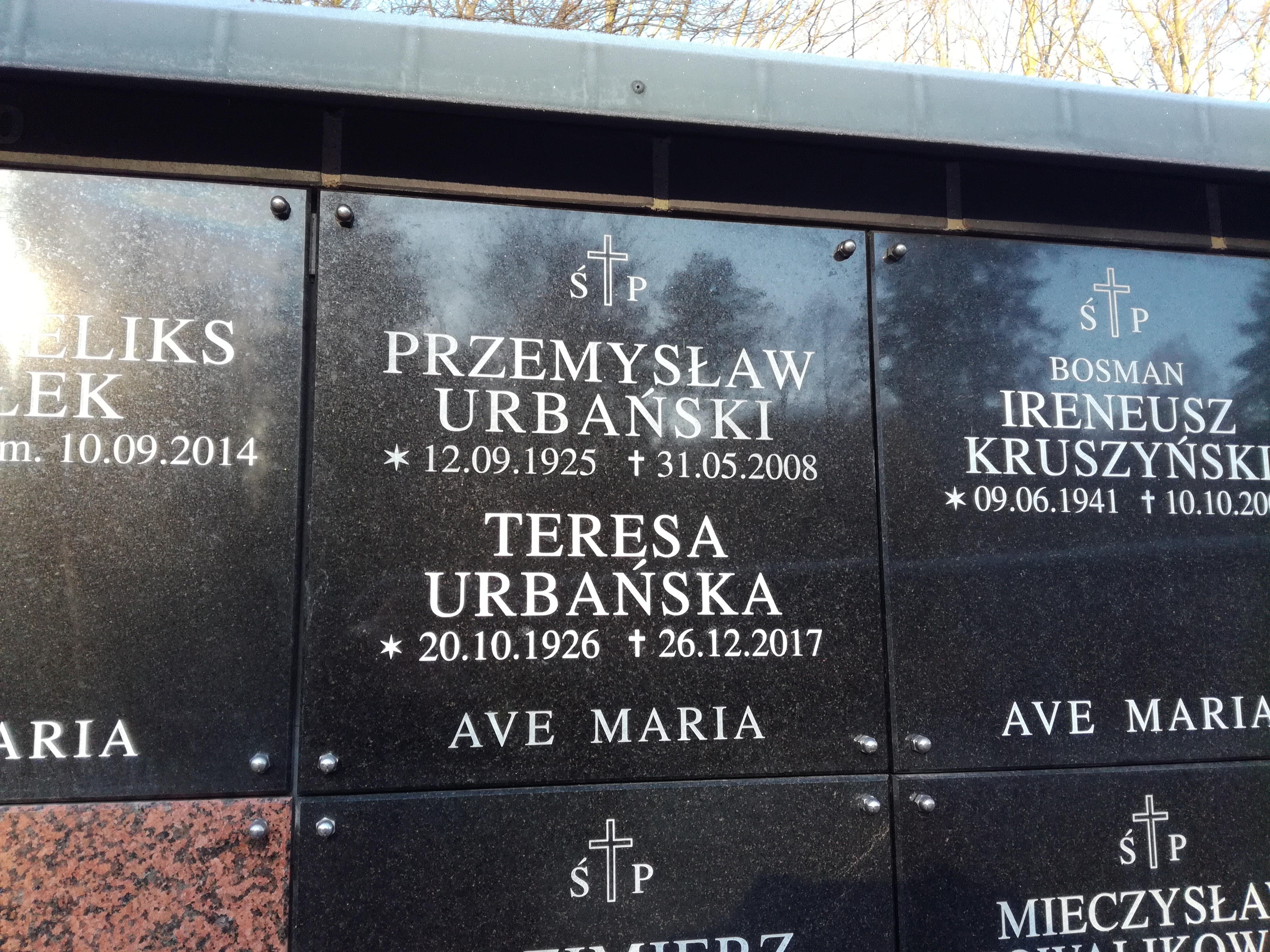
Grób profesora Przemysława Urbańskiego w kolumbarium cmentarza Srebrzysko w Gdańsku

Przemysław Urbański (ur. 12 września 1925, zm. 31 maja 2008) – docent doktor inżynier, nauczyciel akademicki i wieloletni były kierownik w Katedrze Siłowni Okrętowych na Wydziale Oceanotechniki i Okrętownictwa Politechniki Gdańskiej, absolwent Wydziału Budowy Okrętów Politechniki Gdańskiej.
Pracował w Morskim Instytucie Technicznym – późniejszym Instytucie Morskim, od 1953 zatrudniony w Katedrze Siłowni Okrętowych na Wydziale Budowy Okrętów, późniejszym Instytucie Okrętowym na Wydziale Oceanotechniki i Okrętownictwa. W czerwcu 1962 obronił doktorat na Wydziale Budowy Okrętów Politechniki Gdańskiej (promotorem pracy pt. Teoria filtracji kondensatu w filtrach okrętowych przy małych prędkościach napływu był prof. Janusz Staliński).
W latach 1977–1981 i 1984–1989 pełnił funkcję kierownika Zakładu Siłowni Okrętowych, a w latach 1975–1977 jednocześnie funkcję zastępcy dyrektora Instytutu Okrętowego ds. studenckich. W latach 1970–1972 pracował w charakterze profesora na Uniwersytecie Technicznym w Basrah (Irak), a w latach 1981-1983 na Uniwersytecie w Port Harcourt (Nigeria). Był promotorem wielu okrętowców w kraju i za granicą w Iraku i Nigerii.
Jest autorem podręczników, skryptów z zakresu siłowni okrętowych oraz książek o charakterze popularnonaukowym z zakresu okrętownictwa.
Zmarł 31 maja 2008 roku. Uroczystości pogrzebowe odbyły się 5 czerwca 2008 r. na cmentarzu Srebrzysko.